# Sheik Humarr Khan
Sheik Humarr Khan (ur. 6 marca 1975, zm. 29 lipca 2014) – sierraleoński lekarz, wirusolog, specjalista w zakrsie wirusowych gorączek krwotocznych.
Był absolwentem Sierra Leone University. Jako lekarz pracował w Ministerstwie Zdrowia Sierra Leone, między innymi jako szef programu  poświęconego badaniom nad gorączką Lassa w szpitalu rządowym. Był również wykładowcą akademickim. Cieszył się renomą jednego z najlepszych na świecie specjalistów od wirusowych gorączek krwotocznych. Podczas epidemii wirusa Ebola w Afryce Zachodniej, wyleczył około 100 pacjentów. Minister zdrowia Sierra Lone Miatta Kargbo nazwał dr. Khana "bohaterem narodowym". Zmarł 29 lipca 2014 roku w wyniku zarażenia wirusem Ebola.